# 덕문중학교
덕문중학교(悳文中學校)는 대한민국 부산광역시 강서구 성북동에 있는 공립 중학교이다.

## 학교 연혁
- 1947년 10월 5일 : 천가공민중학교 설립 인가
- 1948년 4월 1일 : 천가공민중학교 개교
- 1954년 9월 1일 : 도립 덕문중학교 설립 인가
- 1954년 9월 10일 : 도립 덕문중학교 개교
- 1955년 2월 17일 : 초대 김종원 교장 취임
- 1955년 2월 28일 : 제1회 졸업식
- 1997년 6월 18일 : 기숙사 덕문의 집 개관
- 2004년 6월 24일 : 체육관 눌원관 개관
- 2011년 3월 1일 : 학교문화선도 정책 연구학교 운영(∼2012. 2. 28.)
- 2012년 3월 1일 : 부산광역시교육청 경제교육 연구학교 운영(∼2014. 2. 28.)
- 2020년 12월 15일 : 창의융합형 과학실 구축
- 2024년 3월 1일 : 제31대 조민형 교장 취임
- 2025년 1월 8일 : 제71회 졸업식(남 6명, 여 6명 총 12명)
- 2025년 3월 4일 : 중학교 제74회 입학식(남 2명, 여 4명 계 6명)

## 참고 자료
- 덕문중학교 - 한국교육학술정보원 학교알리미